# أولريكه زونتاج
أولريكه زونتاج (بالألمانية: Ulrike Sonntag)‏ هي مغنية أوبرا ومغنية وأستاذة جامعية ألمانية، ولدت في 1959 في إسلينغن آم نيكار في ألمانيا.

## وصلات خارجية
- أولريكه زونتاج على موقع ميوزك برينز (الإنجليزية)